# Alan Tudyk
Alan Wray Tudyk (El Paso, 16 marzo 1971) è un attore e doppiatore statunitense.

## Biografia
Alan Tudyk nasce ad El Paso, Texas, in una famiglia di origini polacche. Studia alla "Plano Senior High School", mentre studia recitazione al "Lon Morris College" e in seguito alla Juilliard School. Tudyk è conosciuto soprattutto per il ruolo di Hoban "Wash" Washburne nella serie fanta/western Firefly, ma ha al suo attivo molte partecipazioni a film di successo, debutta nel 1998 nel film Patch Adams con il premio Oscar, Robin Williams, seguito da 28 giorni del 2000 con il premio Oscar, Sandra Bullock. Dopo aver recitato ne Il destino di un cavaliere e in Cuori in Atlantide, presta la voce all'omoterio Lenny nel film L'era glaciale.
Nel 2004 è nel cast della commedia Palle al balzo - Dodgeball e sempre nello stesso anno lavora in Io, robot. Prende parte come guest star alle serie Arrested Development - Ti presento i miei e CSI - Scena del crimine. Successivamente ha recitato in Serenity, Funeral Party, Molto incinta e Quel treno per Yuma. Ad inizio 2009 ottiene il ruolo di Alpha nella serie televisiva di Joss Whedon, Dollhouse, e nel 2009 entra a far parte del cast della serie TV V.
Tudyk è inoltre presente come doppiatore in ogni classico Disney a partire da Ralph Spaccatutto.
Nel 2016 interpreta il droide K-2SO in Rogue One: A Star Wars Story.
Nel 2018 viene scelto come protagonista della serie televisiva Resident Alien tratta dall'omonimo fumetto, mandata in onda a partire dal 2021, e nel 2019 è nel cast principale della serie televisiva Doom Patrol, basata sull'omonimo gruppo di supereroi della DC Comics e distribuita in Italia da Prime Video: interpreta Eric Morden / Mr. Nobody, un essere soprannaturale, frutto di un esperimento di un nazista nel Paraguay del dopoguerra, capace di viaggiare attraverso le dimensioni e manipolare la realtà.

## Filmografia parziale

### Attore

#### Cinema
- 35 Miles from Normal, regia di Mark Schwahn (1997)
- Patch Adams, regia di Tom Shadyac (1998)
- 28 giorni (28 Days), regia di Betty Thomas (2000)
- Wonder Boys, regia di Curtis Hanson (2000)
- Il destino di un cavaliere (A Knight's Tale), regia di Brian Helgeland (2001)
- Cuori in Atlantide (Hearts in Atlantis), regia di Scott Hicks (2001)
- Palle al balzo - Dodgeball (Dodgeball: A True Underdog Story), regia di Rawson Marshall Thurbe (2004)
- Io, robot (I, Robot), regia di Alex Proyas (2004)
- RX - Strade senza ritorno (RX), regia di Ariel Vromen (2005)
- Serenity, regia di Joss Whedon (2005)
- Molto incinta (Knocked Up), regia di Judd Apatow (2007)
- Funeral Party (Death at a Funeral), regia di Frank Oz (2007)
- Quel treno per Yuma (3:10 to Yuma), regia di James Mangold (2007)
- Meet Market, regia di Charlie Loventhal (2008)
- Bed Ridden, regia di Jonathan Heap – cortometraggio (2009)
- Tucker & Dale vs Evil, regia di Eli Craig (2010)
- Beautiful Boy, regia di Shawn Ku (2010)
- Transformers 3 (Transformers: Dark of the Moon), regia di Michael Bay (2011)
- Conception, regia di Josh Stolberg (2012)
- La leggenda del cacciatore di vampiri (Abraham Lincoln: Vampire Hunter), regia di Timur Bekmambetov (2012)
- 42 - La vera storia di una leggenda americana (42), regia di Brian Helgeland (2013)
- Io vengo ogni giorno (Premature), regia di Dan Beers (2014)
- Welcome to Me, regia di Shira Piven (2014)
- Maze Runner - La fuga (Maze Runner: The Scorch Trials), regia di Wes Ball (2015)
- L'ultima parola - La vera storia di Dalton Trumbo (Trumbo), regia di Jay Roach (2015)
- Giotto, l'amico dei pinguini (Oddball), regia di Stuart McDonald (2015)
- Rogue One: A Star Wars Story, regia di Gareth Edwards (2016)
- Deadpool 2, regia di David Leitch (2018) – cameo non accreditato[2]
- Peter Pan & Wendy, regia di David Lowery (2023)

#### Televisione
- Frasier – serie TV, episodio 8x04 (2000)
- Firefly – serie TV, 14 episodi (2002-2003)
- Arrested Development - Ti presento i miei (Arrested Development) – serie TV, 5 episodi (2005, 2013, 2019)
- CSI - Scena del crimine (CSI: Crime Scene Investigation) – serie TV, episodio 7x06 (2006)
- Capitol Law, regia di Danny Cannon – film TV (2006)
- Fourplay, regia di John Pasquin – film TV (2008)
- V – serie TV, episodi 1x01-1x02-1x03 (2009)
- James Gunn's PG Porn – webserie, episodio 1x07 (2009)
- Dollhouse – serie TV, 4 episodi (2009-2010)
- The Rockford Files, regia di Michael W. Watkins – film TV (2010)
- Suburgatory – serie TV, 22 episodi (2011-2014)
- Newsreaders – serie TV, 14 episodi (2014-2015)
- Con Man – serie TV, 25 episodi (2015-2017)
- Powerless – serie TV, 12 episodi (2017)
- Dirk Gently - Agenzia di investigazione olistica (Dirk Gently's Holistic Detective Agency) – serie TV, 6 episodi (2017)
- Doom Patrol – serie TV, 15 episodi (2019-in corso)
- Santa Clarita Diet – serie TV, 5 episodi (2019)
- The Rookie – serie TV, episodio 2x08-4x22 (2019, 2022)
- Resident Alien – serie TV, 44 episodi (2021-2025)

### Doppiatore
- L'era glaciale (Ice Age), regia di Chris Wedge e Carlos Saldanha (2002)
- L'era glaciale 2 - Il disgelo (Ice Age: The Meltdown), regia di Carlos Saldanha (2006)
- Halo 3 – videogioco (2007)
- Astro Boy, regia di David Bowers (2009)
- Halo 3: ODST – videogioco (2009)
- Glenn Martin - Dentista da strapazzo (Glenn Martin DDS) – serie animata, 5 episodi (2009-2010)
- Alvin Superstar 3 - Si salvi chi può! (Alvin and the Chipmunks: Chipwrecked), regia di Mike Mitchell (2011)
- Robot Chicken – serie animata, 4 episodi (2011-2012, 2016, 2020)
- American Dad! – serie animata, 26 episodi (2011-in corso)
- L'era glaciale 4 - Continenti alla deriva (Ice Age: Continental Drift), regia di Steve Martino e Mike Thurmeier (2012)
- Ralph Spaccatutto (Wreck-It Ralph), regia di Rich Moore (2012)
- Frozen - Il regno di ghiaccio (Frozen), regia di Chris Buck e Jennifer Lee (2013)
- Big Hero 6, regia di Don Hall e Chris Williams (2014)
- Marco e Star contro le forze del male (Star vs. the Forces of Evil) – serie animata, 46 episodi (2015-2019)
- Rick and Morty, serie animata, episodi 3x06-4x07-4x08 (2015, 2020)
- Zootropolis, regia di Rich Moore e Byron Howard (2016)
- Oceania, regia di Ron Clements e John Musker (2016)
- The Tick – serie TV, 17 episodi (2017-2019)
- Big Hero 6 - La serie (Big Hero 6: The Series) – serie animata, 21 episodi (2017-2021)
- Ralph spacca Internet (Ralph Breaks the Internet), regia di Phil Johnston e Rich Moore (2018)
- Aladdin, regia di Guy Ritchie (2019)
- Frozen II - Il segreto di Arendelle (Frozen II), regia di Chris Buck e Jennifer Lee (2019)
- Final Space – serie animata, 4 episodi (2019, 2021)
- Harley Quinn – serie animata, 41 episodi (2019-in corso)
- Solar Opposites – serie animata, episodi 1x02-2x03 (2020-2021)
- Raya e l'ultimo drago (Raya and the Last Dragon), regia di Don Hall e Carlos López Estrada (2021)
- Devil May Care – serie animata, 7 episodi (2021)
- M.O.D.O.K. – serie animata, episodi 1x07-1x08 (2021)
- Encanto, regia di Byron Howard e Jared Bush, co-regia di Charise Castro Smith (2021)
- Come per disincanto - E vissero infelici e scontenti (Disenchanted), regia di Adam Shankman (2022)
- Strange World - Un mondo misterioso (Strange World), regia di Don Hall (2022)
- Zootropolis+ (Zootopia+) - serie animata 6 episodi (2022)
- Transformers: EarthSpark – serie animata, 13 episodi (2022-in corso)
- Wish, regia di Chris Buck e Fawn Veerasunthorn (2023)
- Ark: The Animated Series – serie animata, 2 episodi (2024)
- WondLa - serie animata, 7 episodi (2024)
- Creature Commandos (2024)
- Oceania 2 (Moana 2), regia di David Derrick Jr. (2024)
- The Electric State, regia di Anthony e Joe Russo (2025)
- Andor – serie TV (2025)
- Superman, regia di James Gunn (2025)

## Doppiatori italiani
Nelle edizioni in italiano nelle opere in cui ha recitato, Alan Tudyk è stato doppiato da:
- Christian Iansante ne Il destino di un cavaliere, Serenity, L'ultima parola - La vera storia di Dalton Trumbo, Resident Alien, Peter Pan & Wendy
- Alessio Cigliano ne La leggenda del cacciatore di vampiri, Giotto, l'amico dei pinguini, Powerless, Doom Patrol
- Franco Mannella in Patch Adams, Quel treno per Yuma
- Danilo De Girolamo in CSI - Scena del crimine, Funeral Party
- Fabrizio Vidale in Dollhouse, Suburgatory
- Riccardo Rossi in 28 giorni
- Alberto Bognanni in Firefly
- Luigi Ferraro in Palle al balzo - Dodgeball
- Vittorio De Angelis in Io, robot
- Marco Guadagno in Molto incinta
- Roberto Gammino in Transformers 3
- Mauro Gravina in Io vengo ogni giorno
- Massimo Lodolo in Maze Runner - La fuga
- Andrea Lavagnino in Santa Clarita Diet
- Luigi Scribani in The Rookie

Da doppiatore è sostituito da:
- Christian Iansante in Frozen - Il regno di ghiaccio, Rogue One: A Star Wars Story, Frozen II - Il segreto di Arendelle (Duca di Weselton), Andor
- Alessio Cigliano in L'era glaciale 4 - Continenti alla deriva, Big Hero 6 - La serie, Superman
- Fabrizio Vidale in Ralph Spaccatutto, Marco e Star contro le forze del male (Ludo)
- Marco Mete in Strange World - Un mondo misterioso (voce narrante), Once Upon a Studio
- Francesco De Francesco in Ralph spacca Internet, The Tick
- Franco Mannella in Monsters & Co. La serie - Lavori in corso!, Strange World - Un mondo misterioso (Duffle)
- Paolo Lombardi ne L'era glaciale
- Roberto Stocchi in Astro Boy
- Massimo Rossi in Big Hero 6
- Pierluigi Astore in Marco e Star contro le forze del male (River Butterfly)
- Frank Matano in Zootropolis
- Alessio Cerchi in Oceania
- Fabrizio Mazzotta in Aladdin
- Marco Fumarola in Frozen II - Il segreto di Arendelle (Guardia)
- Dodo Versino in Frozen II - Il segreto di Arendelle (Leader dei Northuldri)
- Giuliano Sangiorgi in Frozen II - Il segreto di Arendelle (Soldato di Arendelle)
- Gianluca Iacono in Injustice 2
- Simone Crisari in Solar Opposites
- Bruno Magne in Raya e l'ultimo drago
- Emmanuel Curtil in Encanto
- Riccardo Burbi in Strange World - Un mondo misterioso (Radio News Man)
- Francesco Cavuoto in Zootropolis+
- Amadeus in Wish
- Alistair Abell in Oceania 2
- Gabriele Patriarca in The Electric State